# CA - A Cancer Journal for Clinicians
CA - A Cancer Journal for Clinicians is een internationaal, aan collegiale toetsing onderworpen wetenschappelijk tijdschrift op het gebied van de oncologie.
De naam wordt in literatuurverwijzingen meestal afgekort tot CA Cancer J. Clin.
Het wordt uitgegeven door Wiley-Blackwell namens de American Cancer Society en verschijnt tweemaandelijks.
Het eerste nummer verscheen in 1950.
Met een impactfactor van 244.585 (2017) is het het best geciteerde van de ruim 8000 wetenschappelijke tijdschriften die in Journal Citation Reports geïndexeerd zijn.